# Gakkervattnet
Gakkervattnet är en sjö i Storumans kommun i Lappland och ingår i Umeälvens huvudavrinningsområde. Sjön har en area på 1,36 kvadratkilometer och ligger 645,2 meter över havet.

## Delavrinningsområde
Gakkervattnet ingår i det delavrinningsområde (728275-147685) som SMHI kallar för Utloppet av 728437-147570. Medelhöjden är 718 meter över havet och ytan är 14,37 kvadratkilometer. Det finns inga avrinningsområden uppströms utan avrinningsområdet är högsta punkten. Sågbäcken som avvattnar avrinningsområdet har biflödesordning 2, vilket innebär att vattnet flödar genom totalt 2 vattendrag innan det når havet efter 378 kilometer. Avrinningsområdet består mestadels av skog (78 procent) och kalfjäll (11 procent). Avrinningsområdet har 1,35 kvadratkilometer vattenytor vilket ger det en sjöprocent på 9,4 procent.